# Anthony Barber, Baron Barber
Anthony Perrinott Lysberg Barber, Baron Barber PC (* 4. Juli 1920 in Doncaster, Yorkshire, England; † 16. Dezember 2005 in Suffolk, England) war ein konservativer britischer Politiker.

## Biografie
Barber, aus dem nordenglischen Mittelstand stammend, wurde im Zweiten Weltkrieg unter anderem als Aufklärungsflieger eingesetzt. 1942 wurde er abgeschossen und kam in deutsche Kriegsgefangenschaft. Hier absolvierte er mit Hilfe des Roten Kreuzes ein Studium der Rechtswissenschaft, das er mit „einer hervorragenden Prüfung“ abschloss.
Barber war seit 1951 mit einer kurzen Unterbrechung Mitglied des House of Commons und arbeitete zunächst im Luftfahrtministerium, ehe er parlamentarischer Privatsekretär von Premier Harold Macmillan wurde. In den Jahren 1963/64 war er Gesundheitsminister (Minister of Health) im Kabinett Douglas-Home. Bei der Wahl 1964 – aus der Labour als Sieger hervorging – verlor Barber sein Unterhausmandat, das er aber nach nur vier Monaten bei einer Nachwahl zurückeroberte. Folgend widmete er sich insbesondere dem Widerstand der Tories gegen die Verstaatlichung der Stahlindustrie. Zwischen 1967 und 1970 war er darüber hinaus Vorsitzender (Chairman) der Konservativen. 
Im Juni 1970 berief ihn Premierminister Edward Heath als Chancellor of the Duchy of Lancaster (ein Ministeramt ohne Geschäftsbereich, in Heaths/Barbers Zeit de facto ein „Europaminister“) ins Kabinett. Als bereits am 20. Juli 1970 das Kabinett Heath durch den Tod des Schatzkanzlers Iain Macleod einen frühen Rückschlag erlitt, wurde Barber dessen Nachfolger als Schatzkanzler und Lord High Treasurer.
In der Finanzpolitik leitete er mit Heath einen signifikanten Wechsel von direkter zu indirekter Besteuerung ein. Die galoppierende Inflation (nach Umstellung der Währung auf das Dezimalsystem 1971) trug die Regierung Heath in eine Konfrontation mit einer der mächtigsten Gewerkschaften. Barber behielt das Amt des Schatzkanzlers bis zum Ende von Heath Amtszeit am 4. März 1974 nach der Niederlage bei den Wahlen zum Unterhaus vom Februar 1974.
1975 wurde er mit dem Titel Baron Barber, of Wentbridge in the County of West Yorkshire, als Life Peer in den Adelsstand erhoben.

## Nachweise
1. ↑  Gustav Fochler-Hauke (Hg.), Der Fischer Weltalmanach 1971, Fischer Bücherei, Frankfurt am Main, 1970, S. 167